# Gervasio Santillana
Gervasio Santillana Álvarez (Huanta, 6 de febrero de 1853 - Barrow, 12 de febrero de 1907) fue un marino peruano, héroe del combate naval de Angamos del 8 de octubre de 1879.

## Biografía
Su padre fue Manuel Santillana, huantino y su madre, María Asunción Álvarez, de ascendencia  del distrito de Huamanguilla. La familia era propietaria de la casona ubicada en los portales de la plaza de Armas de Huanta. Sus primeros estudios los realizó en esta ciudad y continuó en la capital.
En 1863, a los 10 años ingresó a la Escuela Naval peruana. Cinco años más tarde, optó al despacho de guardiamarina. En 1868, se embarcó en la fragata Apurímac. Pasó luego a la corbeta Unión comandada por el capitán de navío Manuel Ferreyros. A bordo de esta nave, llegó a Río de Janeiro, para sumarse a la tripulación que, desde los Estados Unidos, traía a remolque a los monitores Atahualpa y Manco Cápac, con rumbo al Callao. Esta expedición tenía que dar un rodeo por el Atlántico y usar la ruta del estrecho de Magallanes, pues en esa época no existía aún el Canal de Panamá. Santillana se distinguió en este viaje, considerado como una hazaña naval en su época, por lo que a su retorno al Callao, mereció el grado de alférez de fragata graduado, otorgado por el presidente José Balta en mayo de 1870. 
Ingresó como oficial-alumno a la Escuela Naval instalada a bordo del vapor Marañón, el 21 de noviembre de 1870, y ascendió a alférez de fragata efectivo el 1 de agosto de 1872.  El 1 de enero de 1874, al terminar sus estudios, fue enviado en comisión a Inglaterra para dotar a la recién construida cañonera Chanchamayo, que, junto con su gemela Pilcomayo, arribó al Callao en 1875. Fue entonces ascendido a teniente segundo. Permaneció en la Chanchamayo hasta su naufragio, ocurrido el 13 de julio de 1876, en Punta Aguja (Piura).
El 16 de agosto de 1876, pasó a formar parte de la dotación del monitor Huáscar, a poco de iniciarse el segundo gobierno de Mariano Ignacio Prado. No participó en la sublevación del 6 de mayo de 1877, por hallarse en ese momento de licencia en tierra. Fue transferido a la fragata Independencia como ayudante del capitán Juan More, y, recuperado el Huáscar, volvió a él. 
Por un tiempo sirvió en el vapor Limeña, y transitoriamente, en la corbeta Unión, siendo además profesor de la Escuela de Condestables que funcionaba a bordo de la fragata Apurímac, pero el 11 de octubre de 1878 volvió al Huáscar.
El 28 de marzo de 1879, Miguel Grau asumió el mando del Huáscar; y al estallar la Guerra del Pacífico, Santillana se puso a las órdenes de Grau integrando su plana mayor de oficiales. Comandó una batería durante el segundo combate naval de Antofagasta, librado el 28 de agosto de 1879, donde murió heroicamente el teniente segundo Carlos de los Heros

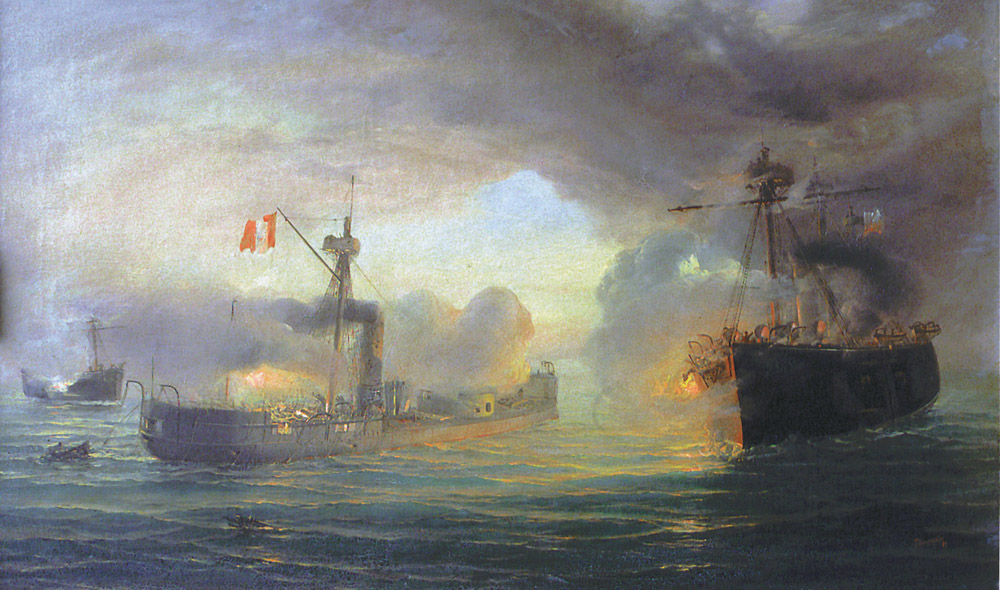
Combate naval de Angamos.

El 8 de octubre de 1879, en Punta Angamos, el Huáscar fue interceptado por los navíos chilenos Blanco Encalada, Covadonga, Matías Cousiño, Cochrane, O'Higgins y Loa. Se libró entonces el combate naval de Angamos en el que Santillana demostró mucho valor, siendo el último marino peruano en realizar disparos contra sus adversarios, cuando estos ya abordaban al monitor.
Con posterioridad al combate, Gervasio Santillana fue conducido prisionero a Chile, siendo confinado en la localidad de San Bernardo, a 15 km de Santiago. A fines de 1879, se benefició de un canje de prisioneros y regresó al Perú. Había sido ya ascendido a teniente primero. Provisionalmente fue asignado al vapor Oroya.
Pasó a formar parte de la dotación de la Unión, a órdenes del comandante Manuel Villavicencio, permaneciendo en este buque el resto de la guerra hasta su hundimiento por la propia tripulación, después de la batalla de Miraflores, el 15 de enero de 1881 en el Callao. Ese año, contrajo matrimonio en Mollendo con la joven Elvira Raygada, con quien tuvo ocho hijos. Firmada la paz con Chile, pasó a servir en el transporte Perú y luego como ayudante de la Mayoría de órdenes (1887). Poco después, pasó a ejercer como docente en la Escuela Naval (1888).
En 1889 viajó a Inglaterra como miembro de la tripulación destinada a traer a la cañonera Lima, construida en los astilleros de Kiel. Asumió la segunda comandancia de dicha nave, que en esos momentos era la primera unidad de importancia de la marina peruana, luego de la debacle de la Guerra del Pacífico. Durante el gobierno de Justiniano Borgoño, fue ascendido a capitán de navío por el Congreso Nacional y pasó a ser comandante del Lima (1894).
En 1895, obtuvo cédula de licencia indefinida de la Marina y fue nombrado cónsul de su país en Francia. En 1904 fue elegido diputado por su provincia natal, pero decidió renunciar.
En 1906, fue reinscrito en el escalafón y llamado a servicio, siendo enviado a Londres, con la misión de vigilar la construcción de los cruceros Almirante Grau y Coronel Bolognesi. De este último fue destinado como comandante, pero una neumonía truncó su vida el 1 de febrero de 1907, a los 54 años. Sus restos fueron repatriados en 1913, por José Salvador Cavero, Presidente del Consejo de Ministros en el gobierno de Guillermo Billinghurst, siendo enterrado en el Cementerio Presbítero Matías Maestro, pero en 1946 durante la presidencia de José Luis Bustamante y Rivero, sus restos fueron trasladados a la Cripta de los Héroes, que se encuentra en dicho cementerio debido a su actuación en la Guerra con Chile.